# Salzbourg (Land)
Pour les articles homonymes, voir Salzburg (homonymie).
Le Land de Salzbourg est l'un des neuf États fédérés de l'Autriche. Il a pour capitale la ville de Salzbourg. Son principal cours d'eau est la Salzach qui se jette dans l'Inn.
Le Land de Salzbourg est limitrophe des Länder de Haute-Autriche, de Styrie, de Carinthie et du Tyrol ainsi que des pays suivants : Italie (Tyrol du Sud) et Allemagne (Bavière). Au sud se trouve la chaîne des Alpes orientales centrales (Hohe Tauern), à l'est et au nord le massif du Dachstein et les Alpes de Berchtesgaden. Le land culmine au Grossvenediger à 3 657 m d'altitude.

## Histoire
La colonisation de Salzbourg remonte aux temps préhistoriques. Le nom le plus ancien provient des Celtes : Iuvavum faisant partie du royaume de Norique qui est devenu une province de l'Empire romain. Dans les ruines de la colonie romaine, au VIe siècle, des Bavarii se sont installés. En 696, saint Rupert forma un évêché en fondant l'abbaye Saint-Pierre, suivie, en 712, du couvent de Nonnberg. En 798, le diocèse devint archevêché et s'adjoignit les évêchés de Ratisbonne, de Passau, de Freising et de Brixen au sein du duché de Bavière ; puis ceux de Gurk (1072), de Chiemsee (1215), de Seckau (1218) et de Lavant (1225). Au début du XIIe siècle, la principauté archiépiscopale de Salzbourg fut fondée pour être pendant des siècles un État impérial sous le règne des princes-archevêques en tant que seigneurs temporels.

## Politique
Le Land de Salzbourg adopte sa constitution actuelle en 1999. Le gouvernement du Land (Landesregierung) est dirigé par le Landeshauptmann, qui est élu à la majorité par le Landtag. Des élections régionales ont lieu tous les cinq ans.

## Administration
Le Land de Salzbourg comprend cinq districts :
- Hallein (Tennengau) ;
- Salzbourg-Umgebung (Flachgau) ;
- St. Johann im Pongau (Pongau) ;
- Tamsweg (Lungau) ;
- Zell am See (Pinzgau) ;

et une ville à statut (Statutarstadte)
- Salzbourg.